# Норт Ервин (Пенсилванија)
Норт Ервин (енгл. North Irwin) град је у америчкој савезној држави Пенсилванија.

## Демографија
По попису из 2010. године број становника је 846, што је 33 (-3,8%) становника мање него 2000. године.
| Група             | 2000.       | 2010.       |
| Белци             | 862 (98,1%) | 826 (97,6%) |
| Афроамериканци    | 1 (0,1%)    | 3 (0,4%)    |
| Азијати           | 0 (0,0%)    | 2 (0,2%)    |
| Хиспаноамериканци | 2 (0,2%)    | 10 (1,2%)   |
| Укупно            | 879         | 846         |